# Empoasca cona
Empoasca cona är en insektsart som beskrevs av Irena Dworakowska 1981. Empoasca cona ingår i släktet Empoasca och familjen dvärgstritar. Inga underarter finns listade i Catalogue of Life.